# Never Back Down: No Surrender
Never Back Down: No Surrender (bra: Quebrando Regras 3 ou Quebrando Regras 3: Não Se Rendam; também conhecido como Never Back Down 3 e The Fighters 3: No Surrender) é um filme de artes marciais de 2016, dirigido por Michael Jai White, escrito por Chris Hauty e Jai White, produzido por Craig Baumgarten e estrelado por Jai. White, Josh Barnett, Gillian White, Steven Quardos, Nathan Jones e Esai Morales. É a sequência de Never Back Down 2: The Beatdown, e foi lançado em DVD em 7 de junho de 2016. Em No Surrender, que começa dois anos após os eventos do segundo filme, o ex-campeão de MMA Case Walker está na trilha de retorno para se tornar campeão mais uma vez.

## Elenco
- Michael Jai White como Casey "Case" Walker Jr.
- Josh Barnett como Brody James
- Gillian White como Myca Cruz
- Esai Morales como Hugo Vega
- Tyler Randell como David Barrett
- Stephen Quadros como Matty Ramos
- Amarin Cholvibul como Taj Mahale
- Daniel Renalds como "Creech"
- Owen O'Brien como "Cobra" O'Connar
- Nathan Jones como Caesar Braga
- Jeeja Yanin como Jeeja
- Sahajak Bonthanakit como Joe Kanarot
- Lauren Fornazieri como Brittany
- Nihala Waters como Morgan Cruz
- Brahim Achabbakhe como Jovem Lutador de Brody
- Logan Brumfield como Boris
- Tony Jaa como Ele Mesmo
- Rampage Jackson como Ele Mesmo
- Michael Schiavello como Ele Mesmo

Ron Smoorenburg aparece sem créditos como o primeiro oponente de Case. Evan Peters aparece como Max Cooperman em uma cena de flashback de Never Back Down 2: The Beatdown.

## Produção
As filmagens começaram na Tailândia em junho de 2015.[carece de fontes?]

## Sequência
Uma sequência, intitulada Never Back Down: Revolt, foi lançada em 16 de novembro de 2021. Começou a filmagem em Londres em 23 de novembro de 2020 com Kellie Madison como diretora e um novo elenco inclui Olivia Popica, Michael Bisping, Brooke Johnston, Vanessa Campos, Diana Hoyos, Neetu Chandra e James Faulkner.